# Куриный суп
Куриный суп — суп из курицы, сваренной на медленном огне в воде, как правило, с различными дополнениями: к бульону могут добавляться кусочки курицы, овощей, макаронные изделия (лапша), зерновые культуры, такие как рис или ячмень и другие ингредиенты. В Боливии куриный суп по традиции готовят на Рождество.

## История
Издавна считалось, что куриный бульон обладает общеукрепляющим действием, его рекомендовали больным, предполагалось, что жидкие продукты легче переваривать. В Древнем Египте куриный суп считался эффективным средством для лечения простуды. Древнегреческий военный врач Диоскорид, живший в I веке н. э., в своём собрании рецептов лекарственных препаратов «De Materia Medica» высказывался в том числе и о курином супе. За особую пользу для здоровья куриный суп в X веке хвалил Авиценна, а в XII веке еврейский философ, богослов и врач Маймонид писал, что куриный суп «хорош для восстановления повреждённого гумора, лечения больных, против геморроидов и проказы в начальной стадии».
Вера в лекарственные свойства куриного супа перекочевала и в западные кулинарные традиции. В частности, куриный суп особым образом связан с еврейской кухней. Так, в Восточной Европе евреи варили курицу по пятницам, а из полученного бульона готовили суп на неделю, который в том числе использовался как восстанавливающее средство. Одно из современных народных названий супа — «еврейский пенициллин».
Рецепты куриного супа публиковались уже в первых печатных кулинарных книгах, например, в книге «О благородном удовольствии и здоровье» Платины («De honesta voluptate et valetudine», 1470). В Новом Свете куриный суп стали варить, начиная с XVI века.

## Свойства и состав
Согласно современным исследованиям, куриный суп может оказывать успокаивающее и противовоспалительное действие на простуженных. Однако ни одно из проведённых исследований не выявило до конца, действительно ли изменения (в частности, в крови) в результате потребления куриного супа оказывают значимое влияние на людей с симптомами простудного заболевания.
Химический состав куриного супа изучен мало, он может значительно изменяться в зависимости от способа приготовления. Однако вера в целебные свойства куриного супа получила некоторые научные доказательства: исследованиями в составе супа в дополнение к белку и витаминам был обнаружен положительно влияющий на здоровье пептид.
В супе содержится холестерин, но «представляется, что есть мало свидетельств появления эффекта гиперхолестеринемии при употреблении [куриного супа] в умеренных количествах».